# Ohrid
Ohrid (macedónul Охрид, albánul: Ohër/Ohri, bolgárul: Охpид/Ohrid, történelmi török neve Ohri) város Észak-Macedónia nyugati részén, az Ohridi-tó északkeleti partján, az Ohridi járás székhelye. Az ország nyolcadik legnépesebb városa. A festői környezetben felépült város történelmi épületei révén 1980-ban a UNESCO kulturális világörökségi helyszíne, az Ohrid-régió része lett.

## Története
Az ókorban az illírek dasszaréták néven ismert törzse telepedett meg a mai Ohrid helyén, és alapította meg Lükhnisz (latinul Lychnis, Lychnidus) városát. A római korban az Adriai-tengert Bizánccal összekötő kereskedelmi út, a Via Egnatia haladt el a város mellett, aminek következtében jelentősége megnövekedett. Régészeti ásatások bizonyítják, hogy a kereszténység korán, a 4. században megtelepedett a városban, s az 5. században már saját bazilikával rendelkezett.
867-ben a bolgárok hódították meg a várost (ekkoriban említették először a szláv eredetű Ohrid néven), s 990 és 1015 között, Sámuel uralkodása alatt a Bolgár Birodalom fővárosa, valamint az ohridi patriarkátus székhelye volt. Miután 1018-ban a Bizánci Birodalom tette rá kezét a városra, Ohridot visszaminősítették a bizánci patriarkátus alá tartozó érseki székhellyé. 1083-ban I. Bohemund normannjai foglalták el, s a 14. századig több ízben gazdát cserélt a város, felváltva az epiruszi despoták, a bolgárok, a bizánciak és a szerbek vonták fennhatóságuk alá.
A 14. század végén az Oszmán Birodalom hódította meg a várost, aminek következtében a keresztény lakosok nagy része elmenekült, s a Manastıri szandzsákhoz tartozó Ohrid fejlődése is megtorpant. A 18. századra lett ismét jelentős mint kereskedelmi központ, s a század végére lakossága az 5 ezret is elérte. A 19. század elején az Oszmán Birodalom többi európai tartományához hasonlóan Ohrid vidékét is helyi földesurak vonták ellenőrzésük alá, és dacoltak a központi kormányzattal (az albán Mahmud Bushatli pasa, majd a macedón Dzseladin bég). A 19. század végére a város lakossága már elérte a 12 ezer főt, s 1913-ban, a Balkán-háború következményeként felszabadult az oszmán iga alól.
2001. augusztus 13-án itt született meg az egyezség a szkopjei kormány és a macedóniai albánok között, amely lezárta az az évi macedóniai háborút és széleskörű jogokat biztosított az albán kisebbségnek.

## Népesség
- 2002-ben a városnak 43 374 lakosa volt, akik közül 35 128 macedón (81%), 2959 albán (6,8%), 2256 török (5,2%), 333 szerb, 308 vlach, 69 cigány, 29 bosnyák és 2292 egyéb.
- 2002-ben Ohrid községnek 55 749 lakosa volt, akik közül 47 344 macedón (84,9%), 2962 albán (5,3%), 2268 török (4,1%), 366 szerb, 323 vlach és 2486 egyéb.

## A községhez tartozó települések

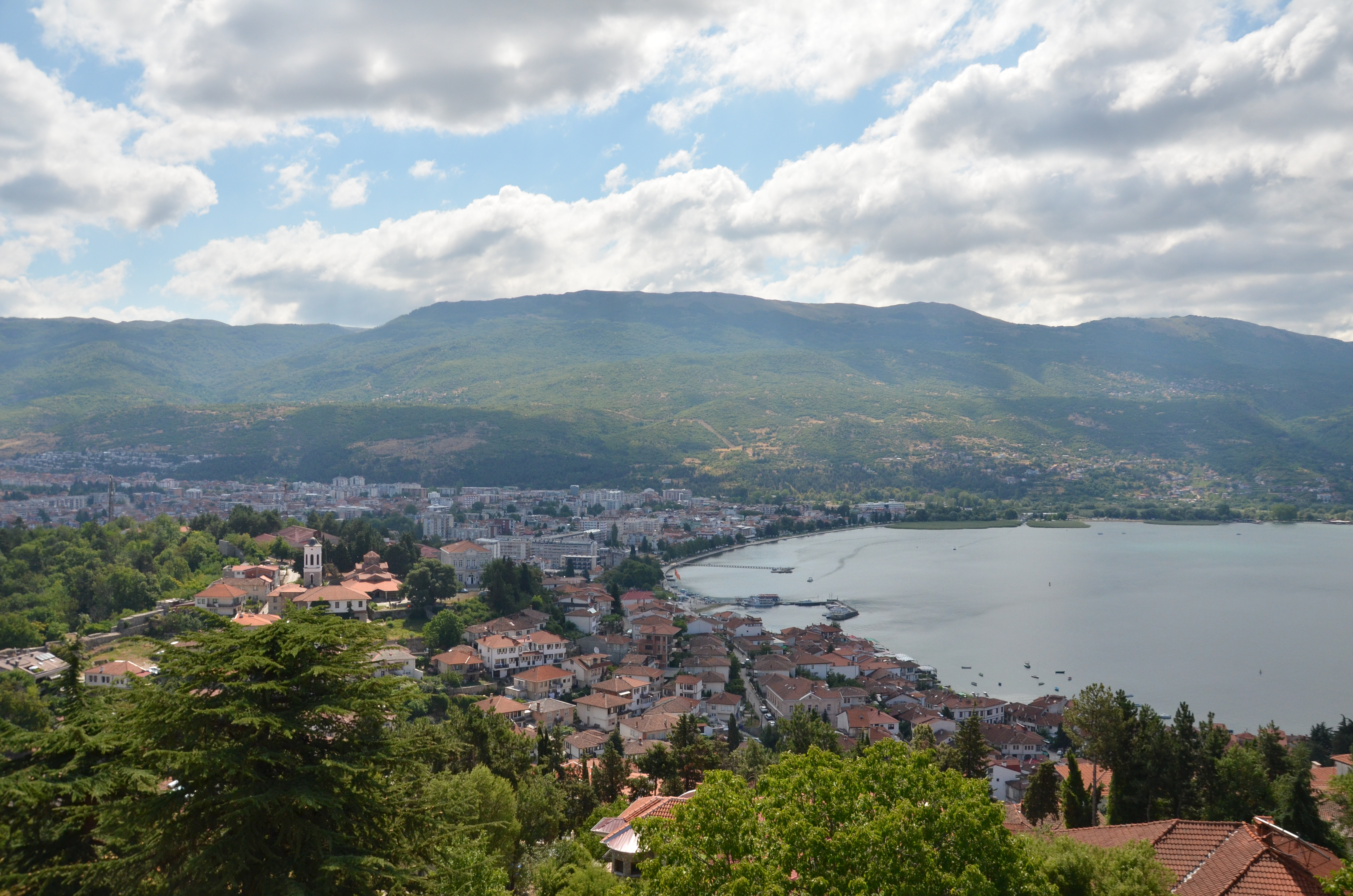
Ohrid

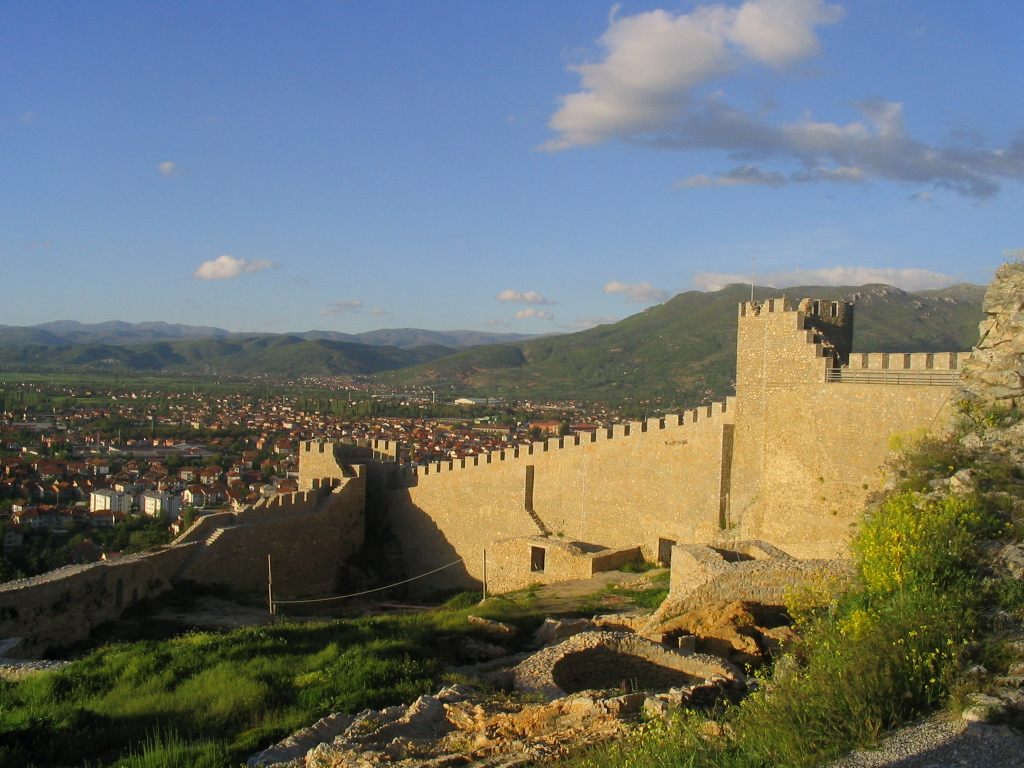
A fellegvár a város látképével

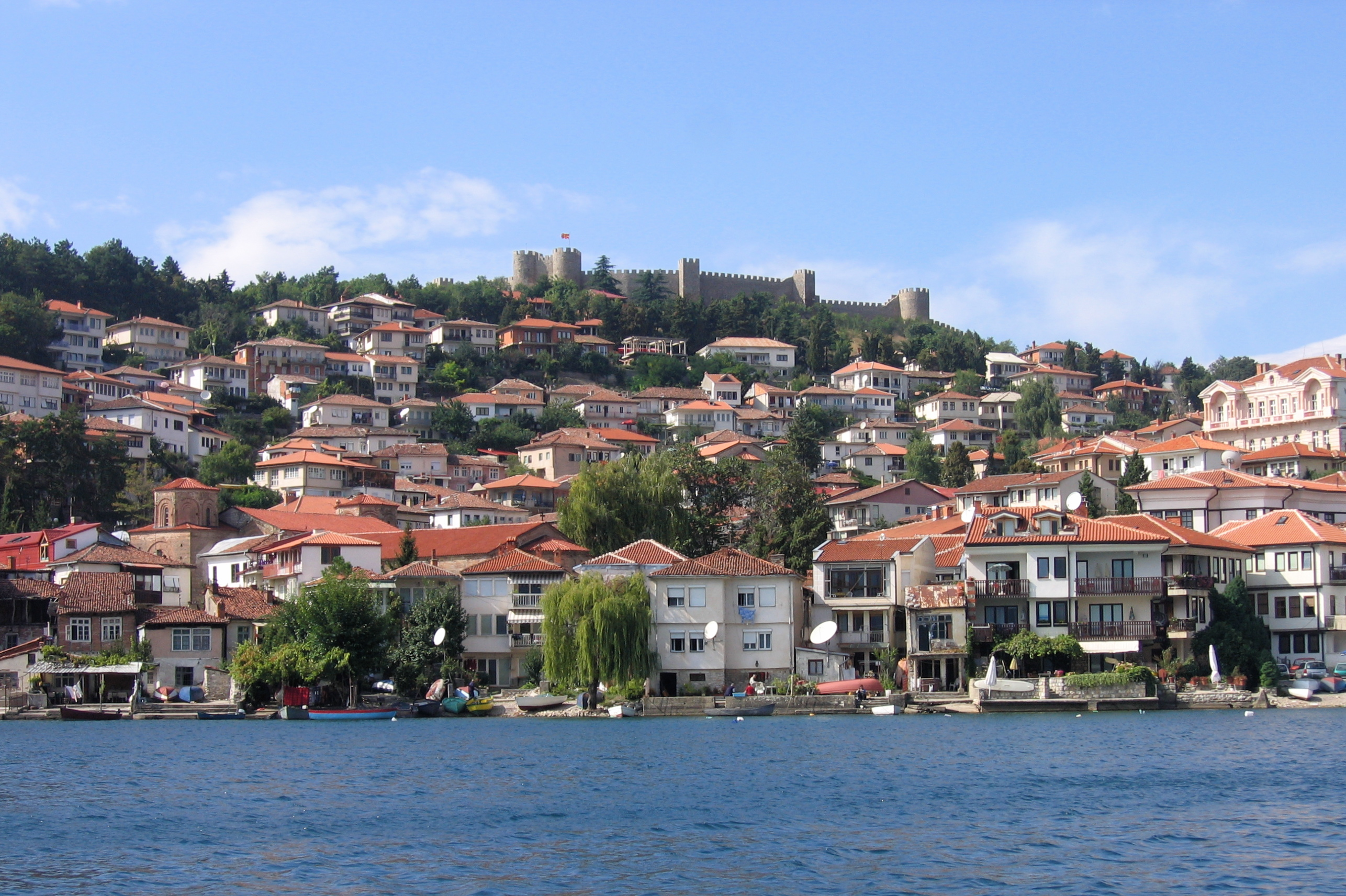
Ohrid

- Dolno Konyszko
- Dolno Lakocserej
- Elsani
- Gorno Lakocserej
- Konyszko (Ohrid)
- Koszel
- Kuratica
- Lagadin
- Leszkoec
- Livoista
- Ljubanista
- Openica
- Orman
- Pestani
- Platye
- Podmolje (Ohrid)
- Ramne (Ohrid)
- Raszino (Ohrid)
- Recsica (Ohrid)
- Szirula
- Szkrebatno
- Szvinista
- Trpejca
- Sipokno
- Vapila
- Velgosti
- Velesztovo (Ohrid)
- Zavoj (Ohrid)

## Gazdasága
Ohrid lakói hagyományosan halászatból és fafaragásból, faeszközkészítésből (főként koporsó- és nyeregkészítésből) tartották fenn magukat. Napjainkra csak a halászat jelentősége maradt meg, emellett a 20. században több kisebb műszer-, gép- és textilgyár nyílt meg a városban. A város kis forgalmú, saját nemzetközi repülőtérrel rendelkezik (Ohrid repülőtér).

## Látnivalók

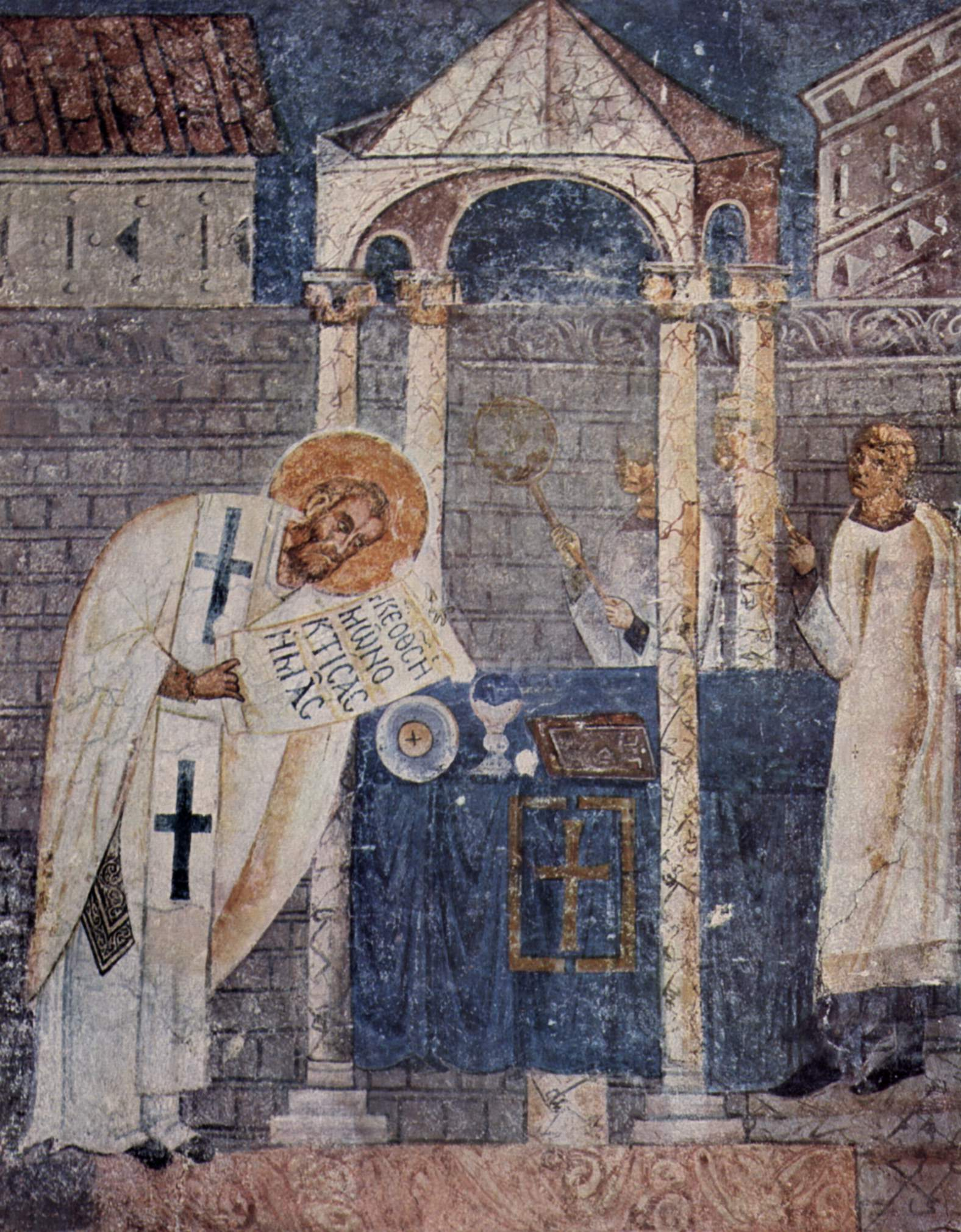
A Szent Zsófia-templom freskójának részlete

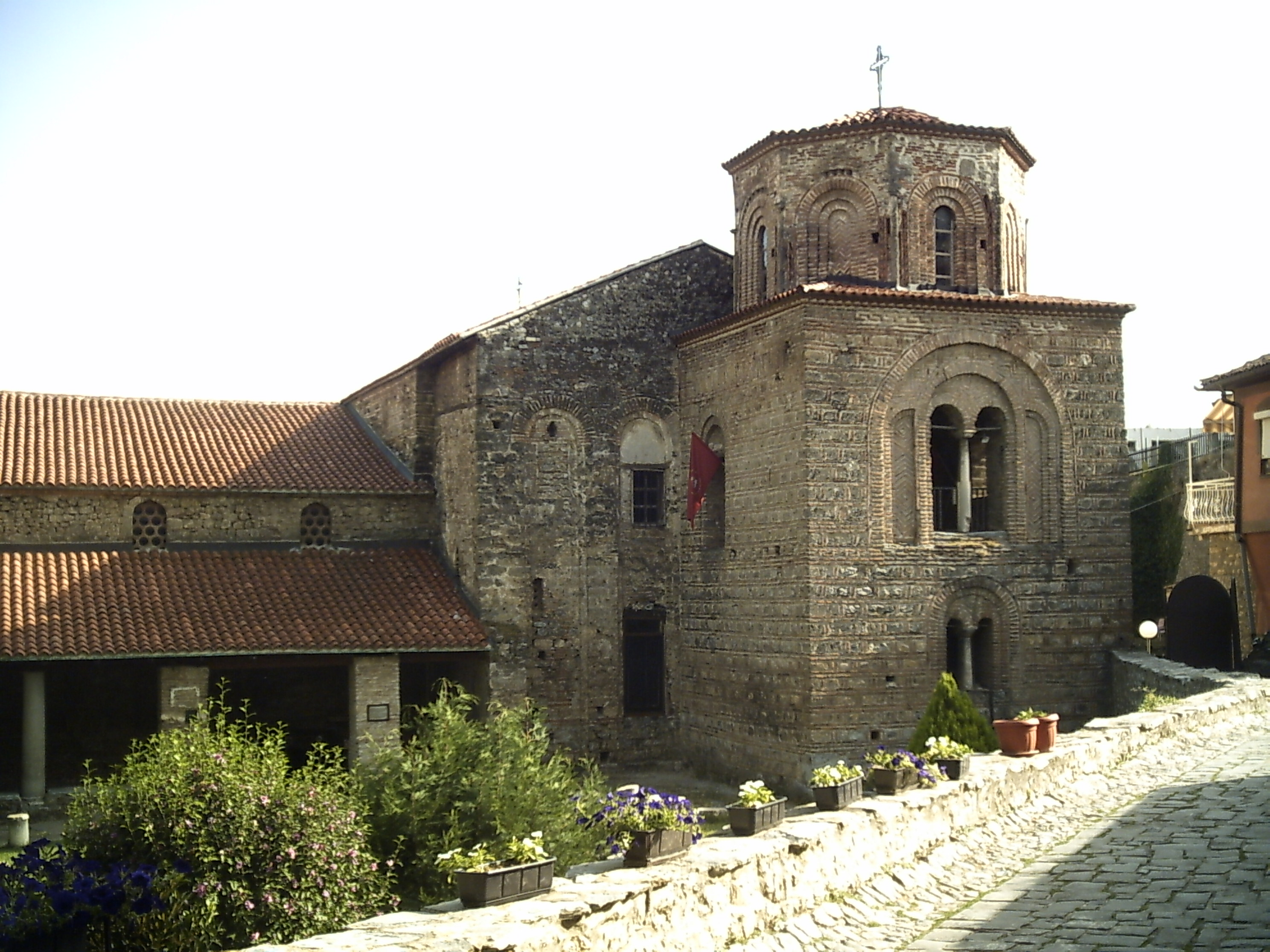
A Szent Zsófia-templom kívülről

Ohrid mint egyházi központ a 10. századtól 1767-ig állt fenn, s legnagyobb kiterjedését a 16. században érte el, amikor alá tartoztak Szófia, Vidin, İpek, Dalmácia és Moldova, sőt Itália ortodox egyházai is (Apulia, Calabria, Szicília, Velence). Vallási központként Ohrid évszázadokon keresztül pezsgő kulturális élettel rendelkezett. A ma is megcsodálható, bizánci stílusú egyházi építészeti remekek még a bolgár és a bizánci időben, kisebb részük a szerb fennhatóság alatt épült. Egyes feltételezések szerint itt dolgozták ki a cirill ábécét, és itt reformálta Ohridi Szent Kelemen a glagolita ábécét.
A 17. századi török utazó, Evlija Cselebi arról számolt be, hogy 365 templomot és kápolnát számlált össze a városban, ami nyilvánvaló túlzásnak tetszik, de tény, hogy a korban „szláv Jeruzsálem”-nek nevezték Ohridot. Napjainkra lényegesen kevesebb, de még mindig figyelemre méltó számú, bizánci stílusban épült templom található a városban. Ezek legjelentősebbike az egykori érseki főtemplom, később mecsetként működő 11. századi Szent Szófia-templom (Црквата Света Софија). Mellette említést érdemel a 13. századi Szent Kelemen-, a 14. századi Szent Zaum-, Bolnicki Szent Miklós-, a 15. századi Szent Konstantin és Heléna-, valamint a 18. századi Szent György-templom.
További fontos látnivaló a város egyik jelképe, a II. Philipposz makedón király által épített, majd Sámuel bolgár cár által a 10. században kibővített fellegvár. 3 kilométer hosszan húzódó falát tizennyolc bástya és négy várkapu tagolja. Egykor a Balkán-félsziget egyik legbevehetetlenebb erődítésének számított. Az óváros sokablakos, fehérre meszelt házai a 18–19. század építészetét idézik, ezek egyikében rendezték be Ohrid néprajzi múzeumát.
A város egyik fontos kulturális rendezvénye az 1963-tól évente megrendezett nemzetközi zenei és színházi seregszemle, az Ohridi Nyári Fesztivál. Ugyancsak itt kerül sor minden évben a Balkáni Népzenei és Néptáncfesztiválra.
A várostól délre, az Ohridi- és a Preszpa-tó között terül el a Galicsica Nemzeti Park.

## Testvérvárosok
- Budva, Montenegró
- Talien, Kína
- Katwijk, Hollandia
- Kragujevac, Szerbia
- Piran, Szlovénia
- Plovdiv, Bulgária
- Pogradec, Albánia
- Vinkovce, Horvátország
- Windsor, Kanada
- Wollongong, Ausztrália
- Dunaharaszti, Magyarország